# Suvo oko
Suvo oko je multifaktorsko oboljenje suza i okularne površine, koje rezultuje simptomima nelagodnisti, smetnjama vida, nestabilnim suznim filmom i
potencijalnim oštećenjem okularne površine. Može biti udruženo s povećanom osmolarnosti suznog filma i inflamacijom okularne površine.

## Nazivi
Suvo oko — sindrom suvog oka — disfunkcionalni sindrom suza — keratokonjunktivitis sika (лат. keratoconjunctivitis sicca (KCS).

## Epidemiologija
Suvo oko je jedna od najčešćih bolesti oka, koja nastaje usled nedostatka i/ili zbog prekomernog isparavanja suza. Ispitivanja su pokazala da 6% ukupne populacije starije od 40 godina i 15% starije od 60 godina, ima tokom života problema koji su u vezi sa suvim okom, jer duži životni vek populacije rezultuje povećanim brojem pacijenata sa suvim okom heterogene etiologije.

## Fiziologija suza
Primarna uloga suza je:
- Podmazivanje, ispiranje, vlaženje, prednje površine oka.
- Održavanje optičke funkcije rožnjače, odnosno za komforan vid neophodno je postojanje normalnog suznog filma, koji je u stvari primarna refrakciona površina.

Pomoću suza odstranjuju se metabolički produkti epitelnih ćelija rožnjače, vežnjače kao i eventualna strana tela dospala u oko.
Prekornealni i prekonjunktivalni suzni film nastaju u toku treptaja, dejstvom unutrašnje površine kapka, tom prilikom se suze ravnomerno razlivaju preko cele površine rožnjače i skleralne vežnjače. Suzni film održava stalnu vlažnost epitela rožnjače i vežnjače, stvara glatku refrakcionu površinu rožnjače i omogućava vlaženje kapaka.
Smanjenje ili nedostatak suznog filma pretstavlja rizik za nastajanje infekcije prednje površine oka, zbog smanjenja bakteriostatskih i protektivnih proteina u suzama.

## Etiologija
Glavni uzrok ovog sindroma je nedostatak suza, a njega može izazvati: poremećaj lučenja suznih žlezda i prekomerno isparavanje suza.

### Poremećaj lučenja suznih žlezda
vaj poremečaj koji se karakteriše smanjenjem vodenog sloja suznog filma, može se javiti kod:
- Oboljenja: reumatoidni artritis, lupus eritematosus, diabetes, oboljenja štitnjače, Sjogrenov sindrom,[6][7] hronični alergijski konjunktivitis,
- Neurotrofična hipoestezija rožnjače posle dugotrajnog nošenja kontaktnih sočiva, ožiljnih promena posle hemijskih povreda,
- Posle refraktivne hirurgije (prolazno),
- Upotrebe lekova : antihistaminici, antidepresivi, antipsihotici,
- Trudnoća, menopauza, starost...

### Prekomerno isparavanje suza
Isparavanje suza sa površine oka drugi je razlog nastanka suvog oka, usled smanjenja ili nedostatka lipidnog sloja suznog filma, kao posledica sledećih egzogenih i endogenih faktora:
- Boravak u sredinama sa suvom klimom i vetrom
- Dugotrajnoi boravaka u zadimljenim, zagrejanim ili klimatizovanim prostorijama
- Dugotrajno sedenje ispred televizora ili kompjutera
- Poremećaj lučenja Meibomovih žlezda
- Duže nošenje kontaktnih sočiva.
- Entropijum, ektropijum i retki treptaji kapaka

### Oblici suvog oka
Sindrom suvog oka se deli na dvaoblika: rema pogođenim žlezdama i prema težini poremećaja (vidi tabelu)
| Prema pogođenim žlezdama | 1. Suvo oko sa vodeno-seroznim deficitom 2. Suvo oko sa deficitom lipida 3, Suvo oko sa deficitom mucina 4. Suvo oko sa epiteliopatijom 5. Suvo oko sa zahvatanjem drugih egzokrinih žlezda.                                                  |
| Prema težini poremećaja, | 1. stepena — sa simptomima suvog oka, bez značajnih kliničkih znakova; 2. stepena — sa reverzibilnim kliničkim znacima, poput kornealnih bojenja i hiperemije; 3. stepena — sa ireverzibilnim sekvelama suvog oka (ožiljne promene i leukom). |

## Patofiziologija
Na osnovu brojnih istraživanja došlo se do zaključka da su kod svih tipova suvog oka osnovni pokretači mehanizma nastanka nestabilnost suznog filma i hiperosmolarnost suza.
- Kod evaporativnog tipa suvog oka — povećano isparavanje dovodi do porasta osmolarnosti, pri čemu je produkcija suza normalna.
- Kod suvog oka uzrokovanog smanjenom produkcijom vodene komponente — osmolarnost suza se povećava pri normalnoj brzini isparavanja suza.

Ova dva osnovna tipa suvog oka mogu biti kombinovana, napr. kod Sjogrenovog sindroma (kada u ovom sindromom uz smanjenu produkciju vodene komponente često postoji i disfunkcija mejbomovih žlezda).
Takođe, utvrđeno je da kod evaporativnog suvog oka uzrokovanog disfunkcijom mejbomovih žlezda, u uznapredovaloj fazi može doći do smanjene produkcije vodene komponente zbog oštećenja površine oka, kao polazne tačke aferentnog refleksnog luka.
Klasifikacija na evaporativno suvo oko i suvo oko uzrokovan smanjenom produkcijom vodene komponente još uvek je aktuelna i poželjna zbog racionalnog terapijskog pristupa. Ipak, treba imati u vidu da je svaki oblik suvog oka evaporativni. Razlog tome je što deficit u količini bilo koje komponente, ali i u kvalitetu, dovode do nestabilnosti suznog filma i razvoja hiperosmolarnosti koja dovodi do pucanjasuznog filma (samim tim i povećane evaporcije) u okviru normalnog intervala treptaja. Na taj način, svaki tip suvog oka koji ima vreme pucanja suznog filma kraće od vremenskog intervala treptaja je evaporativan. Odnos ova dva vremena je označen kao indeks protekcijeoka (engl. ocular protection index-OPI), i normalno je ≥ 1.
Hiperosmolarnost kao polazna promena u suznom filmu, bez obzira ko je uzročni faktor, inicira kaskadu inflamatornih odgovora, čime započinje „začarani krug” koji produžava bolest suvog oka. Inicijalni događaji provociraju simptome i kompenzatorne mehanizme, napr. refleksnu hipersekreciju vodene komponente, ukoliko je suzna žlezda očuvanog kapaciteta. Međutim, oštećenje ćelija površine oka usled hiperosmolarnosti direktno, a preko aktiviranja inflamacije i indirektno, dovodi do hroniciteta procesa, ili novih oštećenja koja dalje destabilizuju suzni film. To znači da i uklanjanje samog faktora koji je započeo process, ne dovodi do zaustavljanja „začaranog kruga” bolesti. Hiperosmolarnošću suza aktivirane epitelne ćelije oslobađaju faktore inflamacije kao što su Il 1αi Il 1β, faktor nekroze tumora-α (TNF-α) i proteaze, napr. MMP-9, koji privlače ćelije inflamacije na površinu oka, a one su izvor novih medijatora inflamacije. Posledica je oštećenje glikokaliksa i gubitak peharastih ćelija što rezultira apoptotičkom i ne-apoptotičkom smrću epitelnih ćelija kao i smanjenjem glavnog mucina suza, MUC5AC Time je vlaženje površine kompromitovano i vreme pucanja suznog filma još kraće. Povećava se osmolarnost suza i krug se nastavlja.

## Klinička slika
Kliničkom slikom dominiraju sledeći simptomi i objektivni znaci
| Simptomi                                              | Objektivni znaci                             |
| ----------------------------------------------------- | -------------------------------------------- |
| Osećaj žarenja, grebanja, svrab, osećaj peska u očima | Punktiformna epiteliopatija rožnjače         |
| Osetljivost na svetlost                               | Crvenilo bulbarne vežnjače u predelu rime    |
| Zamor očiju pri dužem čitanju i radu na kompjuteru    | Pojava sekreta u obliku niti (mukozne trake) |
| Povremeno zamućenje vida. Ponekad sa suzenjem         | Keratitis, ulkus rožnjače...                 |

Tegobe se mogu pogoršati u toku dana, zbog porasta evaporacije suznog filma i dekompenzacije na uslo- ve sredine (smanjena vlažnost vazduha, klimatizaci- ja radnih prostorija, veštačko osvetljenje, rad ispred kompjutera, dejstvo prašine, vetra, sunca za rad na otvorenom).
Kod dijabetičara i pacijenata sa kornealnom neuropatijom drugog porekla, zbog gubitka kornealne senzitivnosti, objektivni klinički znaci mogu postojati i bez subjektivnih tegoba i obrnuto, oštećenje okularne površine može da postoji u odsustvu simptoma suvog oka.

## Dijagnoza
Dijagnostika suvog oka ponekad nije laka, zbog postojanja različitih formi ovog sindroma, kao i drugih oboljenja konjunktive i rožnjače koja su vrlo slična simptomatologije u svom kliničkom ispoljavanju.
Konačno postavljanje dijagnoze suvog oka mora biti rezultat prikupljanja različitih podataka dobijenih u toku više kombinovanih dijagnostičkih postupaka;:

### Anamneza
Anamnezamora biti iscrpna i u njoj se od pacijenta traži da opisuje osnove simptome bolesti.

### Objektivni oftalmološki pregled
Ovim pregledom stiče se potupnija slika bolesti i utvrđuje težina sindroma.

### Klinička ispitivanja suvog oka
- Širmerov test — jedan je od najpraktičnijih testova za utvrđivanje količine izlučenih suza koji se danas koristi u oftalmologiji. Test je jednostavan za izvođenje kako u kliničkim tako i ambulantnim uslovima.[33] Osmislio ga je 1904. godine dr Oto Širmer (Otto Schirmer 1864—1918) nemački oftalmolog.[34] Testom se odreređuje količina vodenog sloja prekornealnog suznog filma.[35]
- Biomikroskopija — omogućava traženje objektivnih kliničkih znakova suvog oka: hiperemija ko njunktive, smanjen suzni meniskus, povećan suzni debris i gubitak kornealnog sjaja na interpalpebralnoj površini oka, zatim penušava sekrecija u uglovima međukapačnog prostora i keratitis filamentoza.
- Test vreme prekida prekornealnog suznog filma (TBUT) — njime se meri vremenski interval između treptaja i uočavanja prvih suvih mesta (tamnih mrlja) na prekornealnom suznom filmu, nakon prebojavanja suznog filma fluoresceinom. Potom se preračunava srednja vrednost tri uzastopna merenja. Test je pogodan za proveru stabilnosti suznog filma – adekvatnosti sekrecije mucina. Zasniva se na rapidnoj istanjenosti suznog filma zbog eva poracije vode i narušavanja površne tenzije okularne površine. Normalno iznosi 30 sekundi za odraslu osobu.[36] a varira u rasponu od 15 do 45 sekundi.[37] Vrednosti manje od 10 sekundi su patološke i od- lika su suvog oka.
- Reflektivna i videomeniskometrija — daju kvantitativne informacije o suznom filmu, merenjem poluprečnika zakrivljenosti suznog meniskusa fotografskim i video-tehnikama. Meniskometrijom je omogućen monitoring suznog volumena, suznih promena nakon ukapavanja kapi, sa analizom promena suznih supstituenata, efikasnosti lakrimalne drenaže i potencijala kanalikulusa posle spontanog pomeranja punktalnog čepa.[38]
- Kornealna termografija — daje informacije o slojevima suznog filma beskontaktnim merenjem kornealne tem perature infracrvenim radijacionim termometrom (Ther- mal Vision Laird 3, Nikon, Japan) u prostoriji konstantne temperature (25,5 °C), vlažnosti (30%) i osvetljenosti. Obim treptanja je signifikantno povišen kod pacijenata sa suvim okom, uprkos relativno stabilnoj temperaturi rožnjače. Zaključeno je da termosenzitivna C-vlakna rožnjače mogu da iniciraju refleks treptanja signalizacijom evaporativnog hlađenja ili sušenja rožnjače.[39]
- Provera funkcionalne vidne oštrine — odnosi se na proveru vidne oštrine za vreme produženog perioda otvorenih očiju 10–20 sekundi bez treptanja, sa merenjem regularnosti okularne površine kornealnim topografom. Kod pacijenata sa suvim okom, postoji signifikantno sniženje funkcionalne vidne oštrine i porast indeksa površne regularnosti dobijene kornealnim topo grafom.[37]

### Laboratorijski testovi
- Fluorofotometrija – indirektna metoda za merenje produkcije i protoka suza na principu postepene dilucije rastvora fluoresceina dotokom suza.[37]
- Osmolarnost suza – predstavlja laboratorijsku proceduru koja bi mogla da se razvije u jednostavan klinički test za procenu lakrimalne funkcije i bude zlatni standard za otkrivanje suvog oka. Određivanje koncentracije sodijum-hlorida predstavlja osmolarnost suza. Mikropipetom se uzima uzorak suza uz minimalnu refleksnu sekreciju, uvodi u tačku mržnjenja osmometra i čita osmolarnost suza. Kod disfunkcija Meibomovih žlezda (MGD), tiroidne bolesti, deficita vodenog sloja suznog filma i nosioca kontaktnih sočiva, postoji povećana osmolarnost suza.[40]
- Vremena prekida prekornealnog suznog filma — (Tear Break Up Time-TBUT, Non-Invasi- ve Break Up Time–NIBUT). meri vreme potrebno za prekid kontinuiteta superficijalnog, lipidnog sloja između treptaja, a Tear Thinning Time (TTT) vreme potrebno da se suzni film istanji između treptaja. Mala je razlika između ovih parametara, a odvojeni su samo iz akademskih razloga. Stabilnost suznog filma se smanjuje s godinama života, a vrednosti manje od 10 sekundi odlika su suvog oka. NIBUT može da se kombinuje s interferometrijom, neinvazivnom metodom provere debljine i fluidnosti lipidnog sloja suznog filma.[38] Metoda se koristi za skrining i evaluaciju suvog oka, selekciju pacijenata za punktalnu okluziju i analizu patofiziologije lipidnog sloja zajedno s meniskometrijom.
- Hemijske analize suza - Koncentracije elektrolita i organskih rastvora u ljudskim suzama poređenjem sa serumskim nivoima imaju slične koncentracije za natrijumove i magnezijumove jone (Na+ , Mg2+), hloride (Cl- ), karbonatne jone (HCO3 - ), kao i koncentracije uree. Međutim, drugi elektroliti su distribuirani znatno drugačije: koncentracije jona kalijuma (K+ ) su oko šest puta više, a kalcijumovih jona (Ca2+) oko pet puta niže u suzama nego u serumu. Laktata (koji verovatno potiče iz epitela rožnjače) ima oko četiri do deset puta više u suzama nego u serumu, dok su nivoi piruvata približno isti u ove dve biološke tečnosti. Koncentracija glukoze je oko deset puta niža u suznom filmu nego u krvnom serumu. Male količine trans-retinola prisutne su u suznom filmu i to u proseku oko 30 puta manje nego što je prisutno u serumu.[41]
- Evaporimetrija suza - jeste teška laboratorijska tehnika, bazirana na tehnologiji preuzetoj od merenja evaporacije kože.[42] Evaporacija suza je u funkciji temperature, vlažnosti i brzine vazduha. Mathers i saradnici su preračunavali evaporaciju suza na osnovu povećanja vlažnost vazduha male, zatvorene komore, ispunjene suvim vazduhom.[43]
- Meibometrija -  jeste minimalno invazivna kvantitativna metoda procene meibuma. Specijalno prilagođenim sistemom koji drži Goldmanov aplanacioni tonometar dobija se uljani imprint s rubova kapaka, koji se zatim procenjuje kvalitativno prema regularnosti, homogenosti i denzimetrijski.[42][44] Meibomove žlezde mogu da se posmatraju i everzijom kapaka s retroiluminacijom, uz korišćenje odgovarajućeg svetlosnog izvora, dok se meibografijom detektuju takozvani gland drop out.[44]
- Test „suzna paprat”
- Brojanje peharastih ćelija konjunktive -  vrši se na jedinicu površine svrsishodno je u dijagnostici suvog oka, posebno ako je suvo oko uslovljeno deficitom mucina. Peharaste ćelije raspoređene su neravnomerno na površini konjunktive, više u donjoj nego u gornjoj polovini, prosečne gustine 1.000 i 56.000 ćelija mm2 . Gustina peharastih ćelija se povećava idući od limbusa i eksponiranog dela bulbarne konjunktive ka palpebralnoj konjuntivi.[45]
- Impresiona citologija (IC) — je jednostavna i praktična metoda koja se praktikuje u oboljenjima prednje površine oka, kao što su suvo oko, insuficijencija limbalnih stem ćelija, neoplazme i kod nekih virusnih infekcija.[46] Ovom metodom se analizira skvamozna metaplazija i gustina peharastih ćelija konjunktive. Filter papirićima se uklanjaju ćelije površnih slojeva konjunktive, ponekad i rožnjače u predelu limbusa. Uzorak ćelija se analizira različitim metodama, u zavisnosti od cilja ispitivanja (mikroskopija, imunohistohemija, PCR).[47] Kod bolesti suvog oka analizira se skvamozna metaplazija koja se karakteriše gubitkom peharastih ćelija i različitim stepenom keratinizacije epitelnih ćelija površine. Postoji više sistema gradiranja ovog procesa, a najpoznatiji je Nelsonov klasifikacioni sistem.[48]
- IC kombinovana sa elektronskom mikroskopijom (ICSEM)
- Flow citometrija - (Flow cytometry, FCM) prvi put je primenjena u hematologiji i imunologiji sedamdesetih godina prošlog veka. Eksploracija okluarne površine uključuje procenu adherencije ćelijskih tipova u malom broju, biopsija konjunktive ili brush citologija. Ne sprovodi se rutinski zbog invazivnog karaktera. Primenjena je 1997. godine na analizu CIC s ciljem da razjasni poremećaje okularne površine, zatim radi praćenja efekata lekova ili ispitivanja njihove toksičnosti. Tri glavne, patološke, interesne sfere ove metode su alergija, simptomi suvog oka, lekovima izazvani poremećaji okularne površine[38]

## Terapija
Cilj liječenja je održavanje pravilne vlažnosti u oku, i za to danas postoji veliki broj kapi (veštačkih suza i gelova), koje se koriste u suptitucionoj terapiji. Za primenu supstitucione terapije obavezbna je konsultacije sa oftalmologom, jer ne bi trebalo koristiti kapi koje smanjuju crvenilo, jer one mogu pogoršati simptome suvog oka.
Razlika u pristupu lečenja kod dva glavna tipa suvog oka zasnovana je na tome: 
- da je kod suvog oka sa smanjenom vodenom komponentom okosnica terapije supstitucija, prezervacija i stimulacija suza,
- dok se kod evaporativnog tipa obično stavlja akcenat na rešavanje disfunkcije mejbomovih žlezda.

Kod oba tipa suvog oka, kao i kod mešovitog, sa napredovanjem bolesti, potrebno je uvesti antiinflamatornu terapiju.
Supstituciona terapija takozvanim  „veštačkim suzama” je obično prvi izbor lekara, i za tu namenu postoji veliki izbor artificijalnih suza koje su usmerene da nadoknade jedan ili više slojeva suznog filma. Ovi lekovi se obično se smatraju sigurnim, i neželjeni efekti se retko javljaju. Osnovna komponenta u „veštačkim suzama” je voda, a razlikuju se po supstancama koje im daju viskoznost. Dok je uticaj hipo i hiper osmolarnih suza na suvo oko retko prikazan u naučnim studijamae, puno je izveštaja oftalmologa o pozitivnom efektu veštačkih suza sa osmoprotektivnim supstancama.
Hirurško plasiranje mehaničkog rezervoara suza u prednji trbušni zid, kateterom povezanim sa okom, namenjeno je osobama sa rezultatima Širmer testa manjim od 1 mm.
Kao supstitucionu terapiju, može se primeniti i autologi serum, dobijen centrifugirnjem krvi, što je potvrdilo nekoliko radova u kojima se navodi pozitivan efekat primene alogenog seruma, kao i seruma pripremljenog iz pupčanika, Oba načina sugerišu njihovu primenu kod suvog oka u sklopu sistemske inflamatorne bolesti.
Acetilcistein je mukolitik sa osobinama antioksidansa, koji može dovesti do poboljšanja simptoma kod filamentoznog keratitisa, ali ne obavezno i kliničkih
znakova.
Terapija prezervacije suza može se izvesti metodom okluzija absorbujućim čepićima za suzne tačkice,  na bazi kolagena, ili neabsorbujućim ćepićima uglavnom na bazi silikona. Pri aplikaciji čepića treba biti obazriv jer okluzija punktuma u prisustvu inflamacije na površini oka, može dovesti do produženog prisustva inflamatornih citokina u preostalim suzama. U tom smislu u cilju prevemncije savetuje se primena antiinflamatorne terapije pred instaliranje čepića.
Od oralnih sekretogoga u upotrebi su pilokarpin i cevimelin. Ovi lekovi su ndikovani kod suvog oka u sklopu Sjogrenovog sindroma,
međutim njihova efikasnost se pokazala značajnijom kod smanjenja simptoma suvih usta, nego suvog oka.
Kliničke studije, pokazale su i povoljan efekat različitih lokalnih kortikosteroidnih kapi na suvo oko. Međutim zbog dobro poznatih neželjenih efekata, u vidu skoka očnog pritiska i razvoja katarate, preporučuje se samo kratkotrajna primena lokalnih kortikosteroidnih kapi.
Kako su suve oči kod većine pacijenata hronično stanje, uz pravu terapiju, izbjegavanja štetnih uticaja okoline i pravilnu ishranu, bolest se može držati pod kontrolom, tako da svi simptomi potpuno nestaju, ili se u krajnjem slučaju smanjuju.
Da bi se zaustavilo suvišno oticanje suza, može se vršiti obliteracija ( sužavanje) suznih tačkica u unutrašnjem uglu oka pomoću silikonskih čepića.
Kod osoba sa lagoftalmusom primenjuje se vlažna komora .

## Prevencija
Da bi sprečiio nastanak suvog oka moguće je preduzeti nekoliko preventivnih mera:
- Izbegavajte dugi boravak u zadimljenim, kao i jako klimatizovanim, i prostorijama sa centralnim grijanjem.
- Tokom zimskog perioda, vazduh u zatvorenim prostorijama je još suvlji, i treba obezbediti njegovo dodatno vlaženje.
- Izbegavati dugotrajni boravak na vetru i prašini.
- Tokom rada na kompjuteru, obično se trepće manje nego što bi trebalo, i zato treba pravite česte pauze.
- Vodite računa o ishrani, koja treba biti sa više povrća i voća, kao i omega 3 nezasićenih masnih kiselina,
- Unos tečnosti, treba biti optimalan, što dobro deluje na suzni film.

## Literatura
- Bojana M. Dačić Krnjaja PROCENA DIJAGNOSTIČKE VREDNOSTI GRUPE BRZIH I JEDNOSTAVNIH KLINIČKIH TESTOVA ZA DIJAGNOZU SUVOG OKA (doktorska disertacija)  Univerzitet u Beogradu Medicinski fakultet, Beograd, 2018.

## Spoljašnje veze
|  | Molimo Vas, obratite pažnju na važno upozorenje u vezi sa temama iz oblasti medicine (zdravlja). |